# Мисленнєвий колектив
Ми́сленнєвий колекти́в (нім. Denkkollektiv, від denken — думати і das Kollektiv — колектив) — це спільнота людей, для якої характерний взаємообмін думками, що формує певний мисленнєвий стиль цього колективу. Мисленнєвий колектив є інтерсуб'єктивним чинником пізнання.
Цей термін сформульований польсько-єврейським бактеріологом, медиком та філософом науки Людвіком Флєком у книзі "Як постає та розвивається науковий факт" (1935). Книга присвячена епістемологічному дослідженню поняття факту як історично та соціально зумовленого.

## Основні характеристики мисленнєвого колективу
Людвік Флєк спирався на думку про те, що сприйняття світу та мислення відмінне у різних людей, а проте різні способи мислення властиві радше не індивідуальностям, а групам людей, адже всередині сформованих груп індивіди добре розуміють одне одного. Такі групи і можна назвати мисленнєвими колективами. Мисленнєвий колектив не пов'язаний напряму із сформованими соціальними групами чи класами. Він може складатися із представників різних класів чи спільнот, визначальним же фактором є їх мисленнєва співдія.
Флєк стверджував, що людина за своє життя належить до багатьох мисленнєвих колективів, і ця кількість прямопропорційна кількості сфер пізнання, до яких залучений індивід. Мисленнєвий колектив утворюється тоді, коли двоє або більше людей обмінюються думками. В такій інтелектуальній взаємодії утворюється певний характерний настрій, який властивий лише для учасників акту спілкування. Цей настрій має здатність панувати при кожній повторній взаємодії цих конкретних осіб, а із кожною зміною складу колективу змінюється й настрій.
Мисленнєві колективи можуть бути тимчасовими, стабільними й відносно стабільними. Тимчасовий мисленнєвий колектив утворюється при спонтанному, одно- чи кількаразовому обміні думок. Стабільний мисленнєвий колектив передбачає сталий склад його учасників, узгоджений спосіб взаємодії та сформований мисленнєвий стиль. У відносно стабільному колективі може змінюватися склад і спосіб обміну думками.
Кожен мисленнєвий колектив складається із ширших екзотеричних кіл та вужчих — езотеричних. Езотеричні знання — фахові та підсумованим у формі певної системи. Екзотеричні знання — спрощені та наочні. Співдію у колективі можна пояснити як їх переплетення, де кожен індивід належить до більшої кількості екзотеричних кіл та меншої кількості (або ж до жодного) езотеричних. Мала частка людей володіє езотеричним знанням, вони є ядром колективу. Для екзотеричного кола властиве популярне розуміння. Члени езотеричних кіл формують знання, користуючись довірою членів екзотеричних кіл. У той же час вони не є цілковито незалежними, а формують знання, зважаючи на вплив "громадської думки", тобто того ж таки ширшого кола. Разом вони й витворюють мисленнєвий стиль.

## Мисленнєвий стиль
Мисленнєвий стиль (нім. Denkstil) кожного колективу є парадигмою, що передбачає свої норми, концепції і практики, витворенні в результаті інтелектуальної взаємодії членів мисленнєвого колективу.  Кожен мисленнєвий колектив є носієм мисленнєвого стилю, а кожен факт є результатом певного мисленнєвого стилю. Мисленнєвий стиль передбачає цілеспрямоване фокусування, відкидання думок, що не відповідають зацікавленню колективу та прийняття тих, що корелюють із візією колективу. Мисленнєвий стиль є особливою традицією мислення, яку потрібно прийняти та освоїти усім, хто належить до конкретного мисленнєвого колективу.
```
"Те, що вже пізнано, впливає на спосіб і характер нового пізнання"
[
1
]
```

Будь-яке (наукове) відкриття —  це взаємодія багатьох чинників: виявленого явища, першовідкривача, уже наявного запасу знань та способу поведінки дослідника або ж групи дослідників, що в сумі й формують мисленнєвий стиль. Таким чином ним зумовлені всі теорії та концепції, розроблені науковцями.

## Вплив
Концепція Людвіка Флєка про мисленнєвий колектив є важливою для розвитку ідей в епістемології та філософії науки. Ця концепція мала вплив на історика науки Томаса Куна при розробці понять парадигми та зміни парадигм. У вступі до своєї книги "Структура наукових революцій" він згадує про натхнення ідеями Флєка.